# Brasserie de Rennes
La brasserie de Rennes ou brasserie Saint-Hélier est une ancienne brasserie bretonne installée à Rennes en Ille-et-Vilaine.
Fondée en 1873, elle est définitivement fermée en 2003. De 1986 jusqu'à sa fermeture, en 2003, elle appartenait aux Brasseries Kronenbourg.

## Historique
La brasserie de Rennes, ou brasserie rennaise, est fondée en 1873 par J. Sanson, M. Chapelle, M. Wurtz et J.-J. Graff dans le quartier du Faubourg Saint-Hélier. Julien Sanson avait déjà créé une brasserie, la brasserie Sanson, en 1850.
En 1878, elle prend le nom de brasserie Graff.
La brasserie est agrandie entre 1927 et 1934.
La brasserie est endommagée par plusieurs bombardements au cours de la Seconde Guerre mondiale.
Elle est rachetée par les brasseries de la Meuse entre 1950 et 1955.
En 1966, la brasserie de Rennes intègre la Société européenne de brasserie (S.E.B).

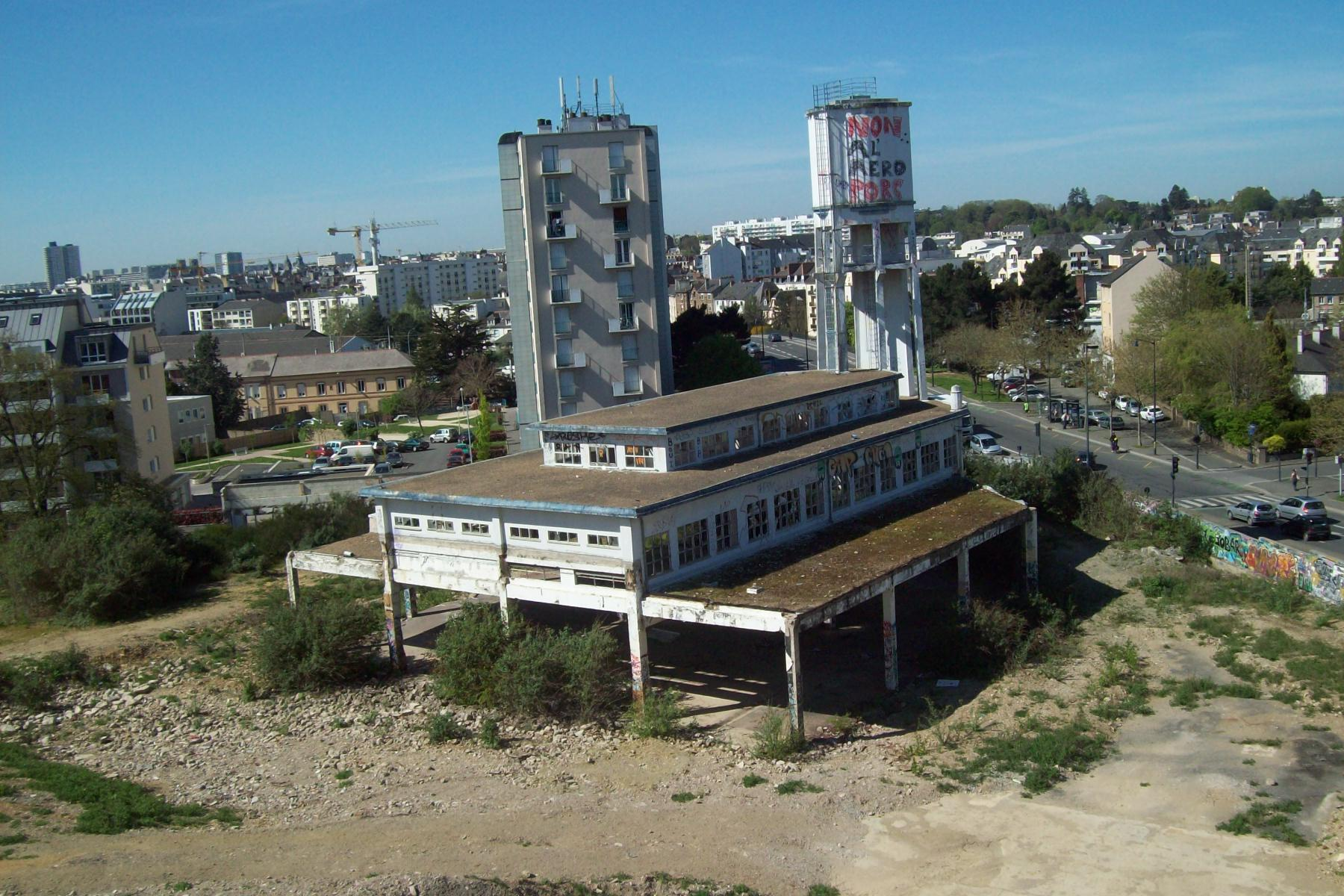
La salle d'embouteillage et le château d'eau à l'état de friches.

En 1986, la S.E.B fusionne avec Kronenbourg.
Après avoir été acquise par Kronenbourg, la brasserie de Rennes commence la production des bières Kanterbräu, Wilfort, Tourtel et Valstar.
En 1992, la brasserie de Rennes employait 120 personnes. En 2002, elle ne comptait plus que 30 salariés.
D'une superficie de moins d'un hectare, Rennes était le plus petit site de production des Brasseries Kronenbourg, représentant environ 2% de la production totale de Kronenbourg. Au début des années 2000, Kronenbourg produisait 10 millions d'hectolitres, la production du site de Rennes peut donc être estimée à environ 200 000 hectolitres. Elle produisait des bières de premier prix et des grands contenants principalement destinés au marché du hard discount.
Le 4 février 2003, Kronenbourg annonce la fermeture définitive du site de Rennes à l'automne 2003.

## Patrimoine

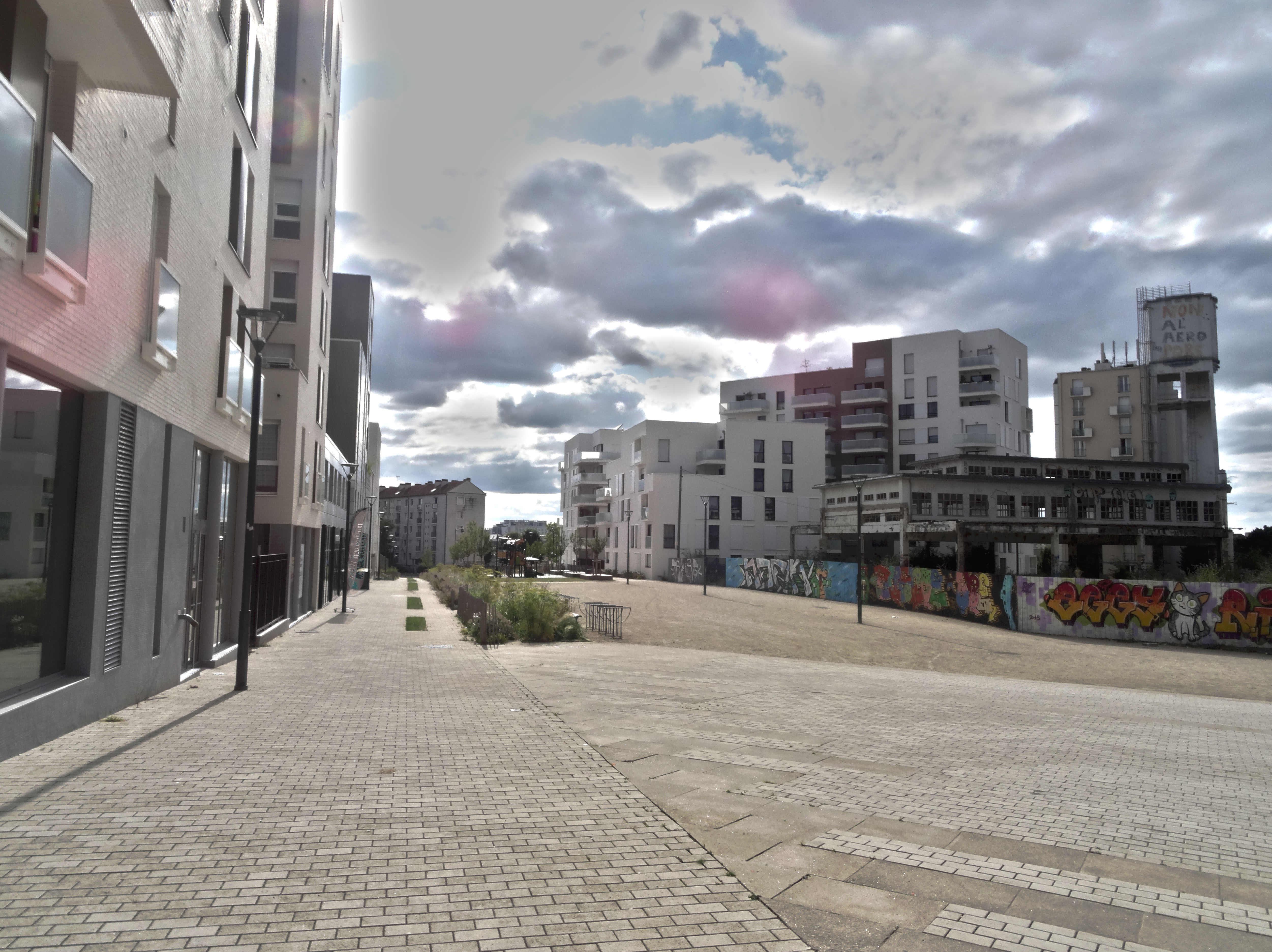
Le site de l'ancienne brasserie, en 2015.

La plupart des bâtiments de l'ancienne brasserie sont détruits en 2005 pour permettre la construction d'immeubles résidentiels. Seuls le château d'eau, un silo et la salle d'embouteillage sont conservés. La salle d'embouteillage sera réhabilitée et deviendra un site consacré à l'événementiel d'ici 2018.

### Sources
- Kronenbourg lâche son usine rennaise, sur houblon.net le 5 février 2003.
- La Brasserie St Hélier sur « Wiki Rennes ».
- L'épopée d'une brasserie, sur le site assorennes.org